# Quatre Jours de Dunkerque 1977
La 23e édition des Quatre Jours de Dunkerque a eu lieu du 11 mai 1977 au 15 mai 1977. La course compte six étapes, dont deux demi-étapes constituées d'une étape raccourcie et d'un contre-la-montre individuel, et porte sur un parcours de 881,4 kilomètres. La première étape, reliant Dunkerque à Grande-Synthe en 173 kilomètres, est remportée par le Belge Jos Jacobs, qui prend la tête du classement général, et le reste pendant plusieurs jours ; la deuxième étape, d'Aire-sur-la-Lys à Saint-Quentin en 192 kilomètres l'est par son compatriote Willy Planckaert ; la troisième étape, 187 kilomètres entre Saint-Quentin et Saint-Amand-les-Eaux, l'est par le Belge Walter Godefroot ; la quatrième étape, reliant en 198 kilomètres Saint-Amand-les-Eaux à Poperinge, l'est par le Français Jean-Pierre Danguillaume ; la cinquième étape secteur a, ralliant Poperinge à Dunkerque en 119 kilomètres, l'est par le Belge Walter Planckaert ; enfin, le contre-la-montre individuel de 12,4 kilomètres autour de Dunkerque de la cinquième étape secteur b l'est par le Néerlandais Roy Schuiten, tandis que son compatriote Gerrie Knetemann remporte le classement général.

## Étapes
| \| Dunkerque Grande-Synthe Aire-sur-la-Lys Saint-Quentin Saint-Amand-les-Eaux Poperinge \| Carte des villes accueillant les départs et les arrivées. |
| Dunkerque Grande-Synthe Aire-sur-la-Lys Saint-Quentin Saint-Amand-les-Eaux Poperinge                                                                 |

L'édition 1977 des Quatre Jours de Dunkerque est divisée en six étapes réparties sur cinq jours. L'arrivée de la 2e étape et le départ de la 3e étape ont lieu à Saint-Quentin, dans l'Aisne, tandis que l'arrivée de la 4e étape et le départ de la 5e étape secteur a ont lieu à Poperinge en Belgique. La cinquième étape est divisée en une étape raccourcie et en un contre-la-montre individuel.
| Étape,    | Date   | Villes étapes                          |                             | Distance (km) | Vainqueur d’étape        | Leader du classement général |  |
| --------- | ------ | -------------------------------------- | --------------------------- | ------------- | ------------------------ | ---------------------------- |  |
| 1re étape | 11 mai | Dunkerque - Grande-Synthe              |                             | 173           | Jos Jacobs               | Jos Jacobs                   |  |
| 2e étape  | 12 mai | Aire-sur-la-Lys - Saint-Quentin        |                             | 192           | Willy Planckaert         | Jos Jacobs                   |  |
| 3e étape  | 13 mai | Saint-Quentin - Saint-Amand-les-Eaux   |                             | 187           | Walter Godefroot         | Jos Jacobs                   |  |
| 4e étape  | 14 mai | Saint-Amand-les-Eaux - Poperinge (BEL) |                             | 198           | Jean-Pierre Danguillaume | Jos Jacobs                   |  |
| 5ea étape | 15 mai | Poperinge (BEL) - Dunkerque            |                             | 119           | Walter Planckaert        | Gerrie Knetemann             |  |
| 5eb étape | 15 mai | Dunkerque - Dunkerque                  | Contre-la-montre individuel | 12,4          | Roy Schuiten             | Gerrie Knetemann             |  |

## Classement général
| Classement général final, | Classement général final, | Classement général final, | Classement général final, | Classement général final, |
|                           | Coureur                   | Pays                      | Équipe                    | Temps                     |
| ------------------------- | ------------------------- | ------------------------- | ------------------------- | ------------------------- |
| 1er                       | Gerrie Knetemann          | Pays-Bas                  | Ti-Raleigh                | en 22 h 22 min 54 s       |
| 2e                        | Jos Jacobs                | Belgique                  | Ijsboerke-Colnago         | + 8 s                     |
| 3e                        | Jean-Luc Vandenbroucke    | Belgique                  | Peugeot-Esso-Michelin     | + 33 s                    |
| 4e                        | Dietrich Thurau           | Allemagne                 | Ti-Raleigh                | + 1 min 57 s              |
| 5e                        | André Dierickx            | Belgique                  | Maes Pils-Mini Flat       | + 2 min 9 s               |
| 6e                        | Jean-Pierre Danguillaume  | France                    | Peugeot-Esso-Michelin     | + 2 min 13 s              |
| 7e                        | Ludo Peeters              | Belgique                  | Ijsboerke-Colnago         | + 2 min 47 s              |
| 8e                        | Hennie Kuiper             | Pays-Bas                  | Ti-Raleigh                | + 3 min 31 s              |
| 9e                        | Herman Van Springel       | Belgique                  | Ijsboerke-Colnago         | + 5 min 8 s               |
| 10e                       | Franky De Gendt           | Belgique                  | Ijsboerke-Colnago         | + 6 min 6 s               |
| modifier                  |                           |                           |                           |                           |

Gerrie Knetemann remporte les Quatre Jours de Dunkerque 1977 avec 8 secondes d'avances sur Jos Jacobs. Ce dernier s'adjuge le classement par points devant Willy Planckaert et Jean-Pierre Danguillaume, le classement des Monts est gagné par le jeune Dietrich Thurau, le classement des Sprints Stella Artois par Marcello Osler tandis que la formation Ti-Raleigh, l'équipe de Gerrie Knetemann et de Dietrich Thurau, s'adjuge également le classement par équipes.